# James Wolfensohn

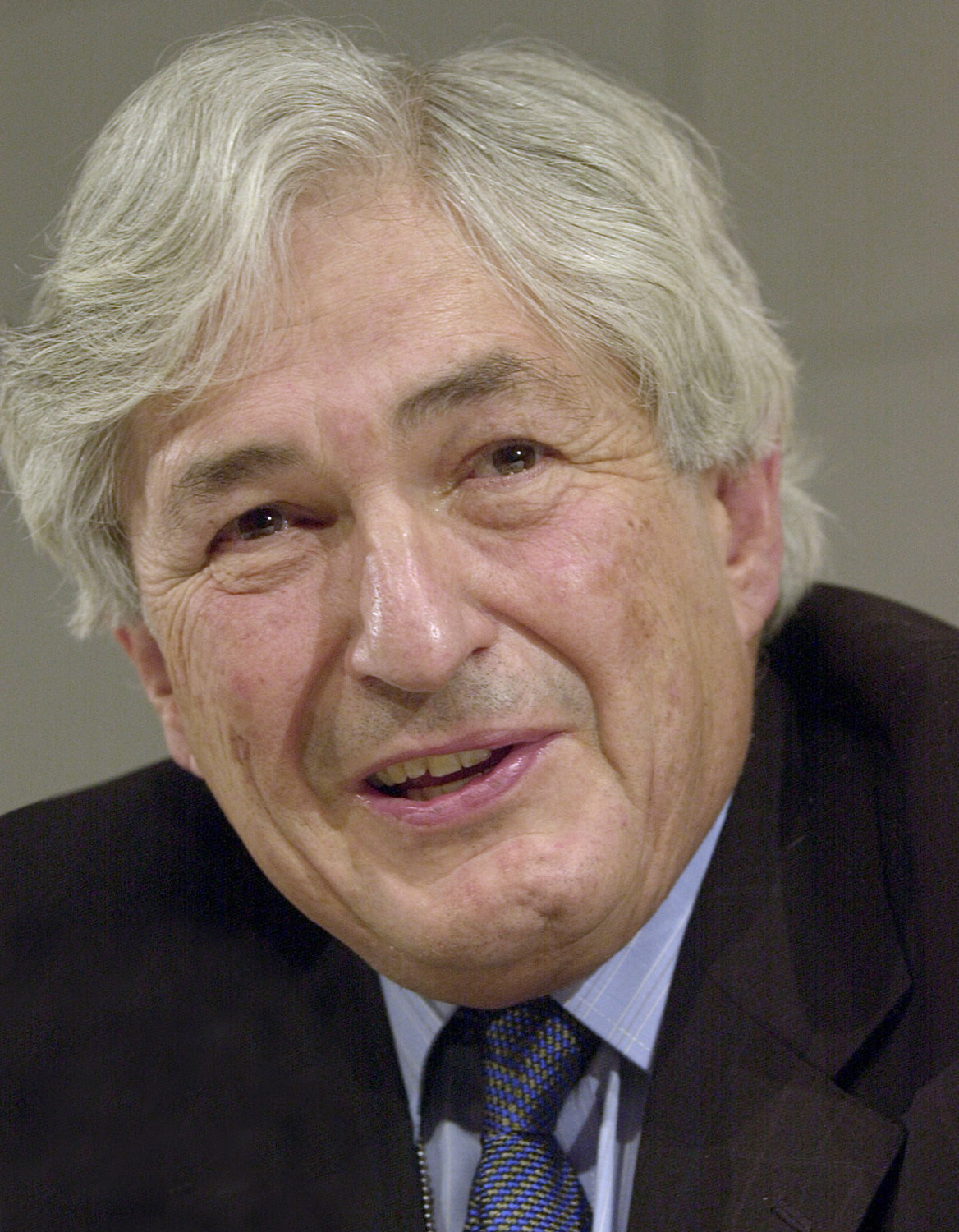
James Wolfensohn (2003)

James David „Jim“ Wolfensohn (* 1. Dezember 1933 in Sydney, Australien; † 25. November 2020 in New York City) war ein australisch-US-amerikanischer Ökonom und von 1995 bis 2005 der neunte Präsident der Weltbank.

## Leben
Der in Australien geborene und später eingebürgerte US-Amerikaner deutsch-jüdischer Abstammung war Jurist und Banker und ab 1963 im internationalen Börsen- und Bankengeschäft tätig. Er erlangte Abschlüsse in Sydney und an der Harvard University. Bei den Olympischen Spielen 1956 in Melbourne war er Mitglied des australischen Fechtteams.
Am 1. Juni 1995 wurde er Präsident der Weltbank. Am 27. September 1999 begann seine zweite Amtsperiode, wobei er vom Exekutivdirektorium der Weltbank einstimmig wieder ernannt wurde. Damit wurde er der dritte Präsident, welcher eine zweite Amtszeit bei der Weltbank ableistete. Seine Nachfolge trat zum 1. Juni 2005 Paul Wolfowitz an.
Vom 11. bis 14. Juni 2015 nahm er an der 63. Bilderberg-Konferenz in Telfs-Buchen in Österreich teil.

## Ehrungen
- 1994 wurde Wolfensohn in die American Academy of Arts and Sciences gewählt.
- 1995 im Mai wurde ihm für sein Engagement für die Kunst von Königin Elisabeth II. die Ehrenritterwürde verliehen. Die Regierungen Australiens, Frankreichs, Deutschlands, Marokkos und Norwegens haben Herrn Wolfensohn ebenfalls geehrt.[3]
- 1997 Aufnahme in die American Philosophical Society[4]
- 2000 Ehrendoktorwürde der Ben-Gurion-Universität im Negev in Beʾer Scheva, Israel
- 2004 Benjamin Franklin Medal for Distinguished Public Service der American Philosophical Society
- 2006 wurde ihm für sein Engagement gegen Armut und Ausgrenzung der Roma der Theodor-Heuss-Preis verliehen.
- 2006 Leo-Baeck-Medaille
- 2011 Ehrendoktorwürde der Hebräischen Universität Jerusalem